# Proceso de color Handschiegl
El proceso de color Handschiegl (Patente USPTO n.º 1303836, Patente USPTO n.º 1303837, App: 20 de noviembre de 1916, Iss: 13 de mayo de 1919) creaba copias de películas con color añadido artificialmente a ciertas áreas seleccionadas de la imagen. Tintes de anilina eran aplicados a una copia en blanco y negro utilizando matrices de imbibición de gelatina. Fue un proceso usado frecuentemente durante la época del cine mudo.
El proceso fue inventado en 1916 por el grabador Max Handschiegl y su socio Alvin Wyckoff, con ayuda de Loren Taylor. Los tres fueron técnicos en el estudio Famous Players-Lasky (posteriormente Paramount Studios), en donde se usó por primera vez para la película Joan the Woman (1917) de Cecil B. DeMille cuando Juana de Arco es quemada en la hoguera destacando las llamas en amarillo y rojo. El sistema fue anunciado originalmente como el proceso "DeMille-Wyckoff".
Durante un tiempo, el proceso se usó estrictamente para películas de Paramount, pero cuando Handschiegl y Wyckoff dejaron Famous Players-Lasky, el proceso se hizo conocido como el proceso de color Handschiegl y fue común en películas de la década de 1920.